# Thliptoceras sinense
Thliptoceras sinense is een vlinder uit de familie van de grasmotten (Crambidae). De wetenschappelijke naam van de soort is, als Phlyctaenodes decoloralis sinensis, voor het eerst geldig gepubliceerd in 1925 door Aristides von Caradja. De combinatie in Thliptoceras werd in 1967 door Munroe gemaakt.